# Heteropogon contortus
Heteropogon contortus är en gräsart som först beskrevs av Carl von Linné, och fick sitt nu gällande namn av Ambroise Marie François Joseph Palisot de Beauvois, Johann Jakob Roemer och Schult.. Heteropogon contortus ingår i släktet Heteropogon och familjen gräs. Inga underarter finns listade i Catalogue of Life.

## Bildgalleri

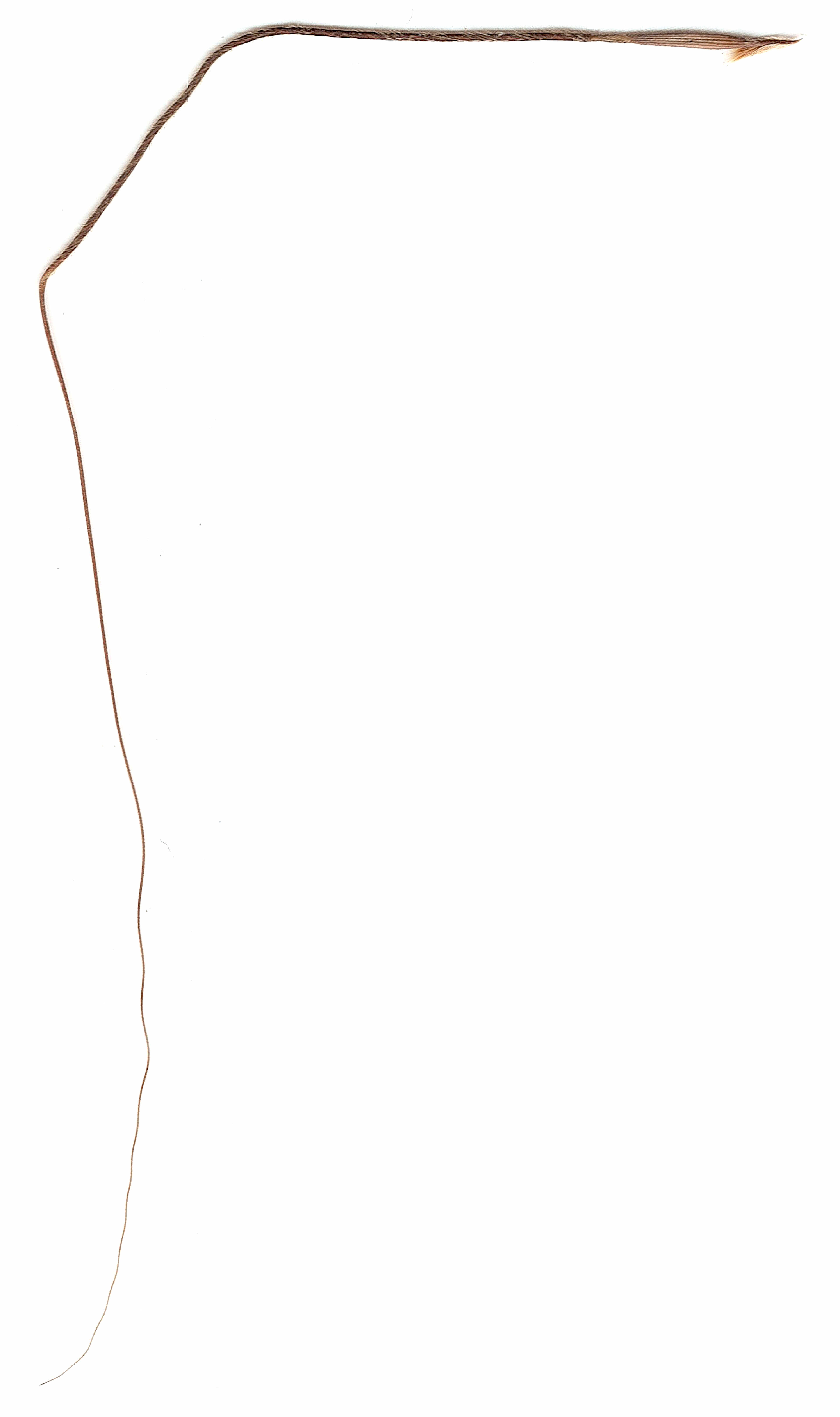
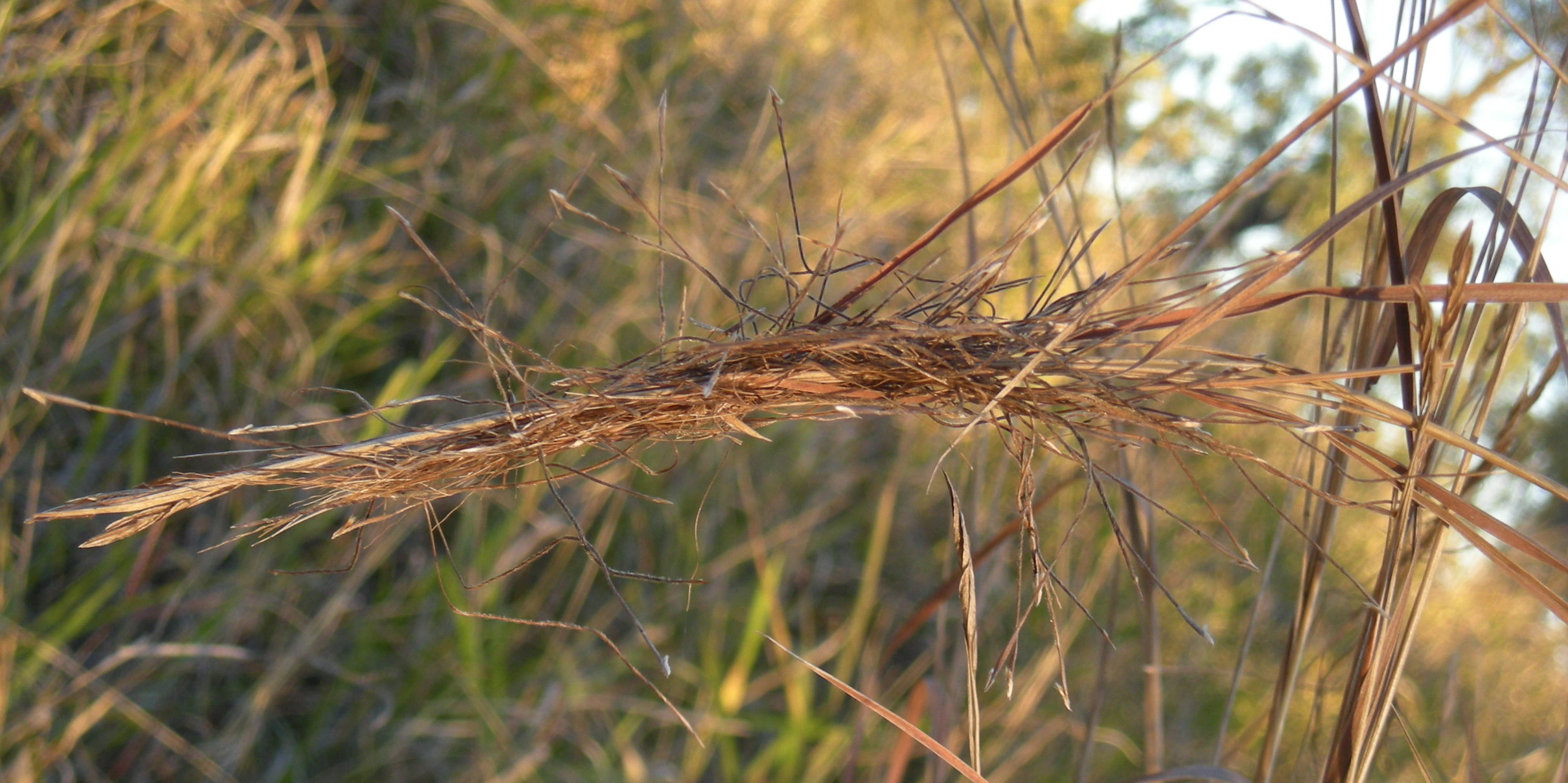
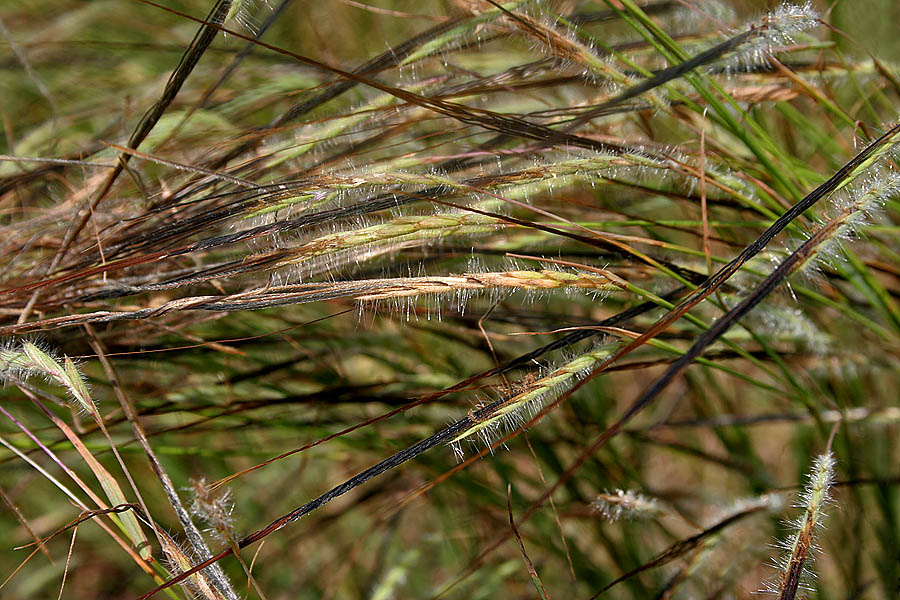
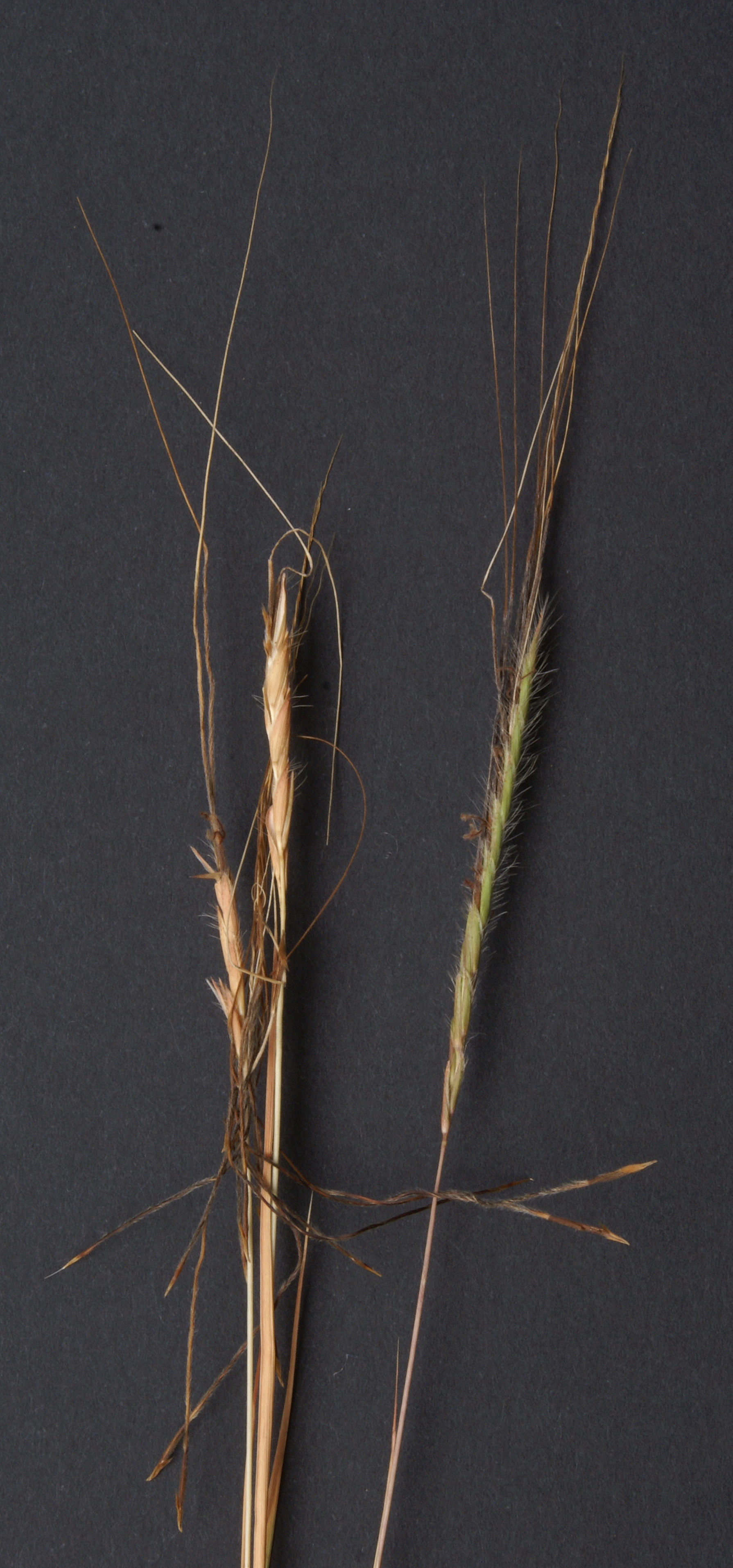
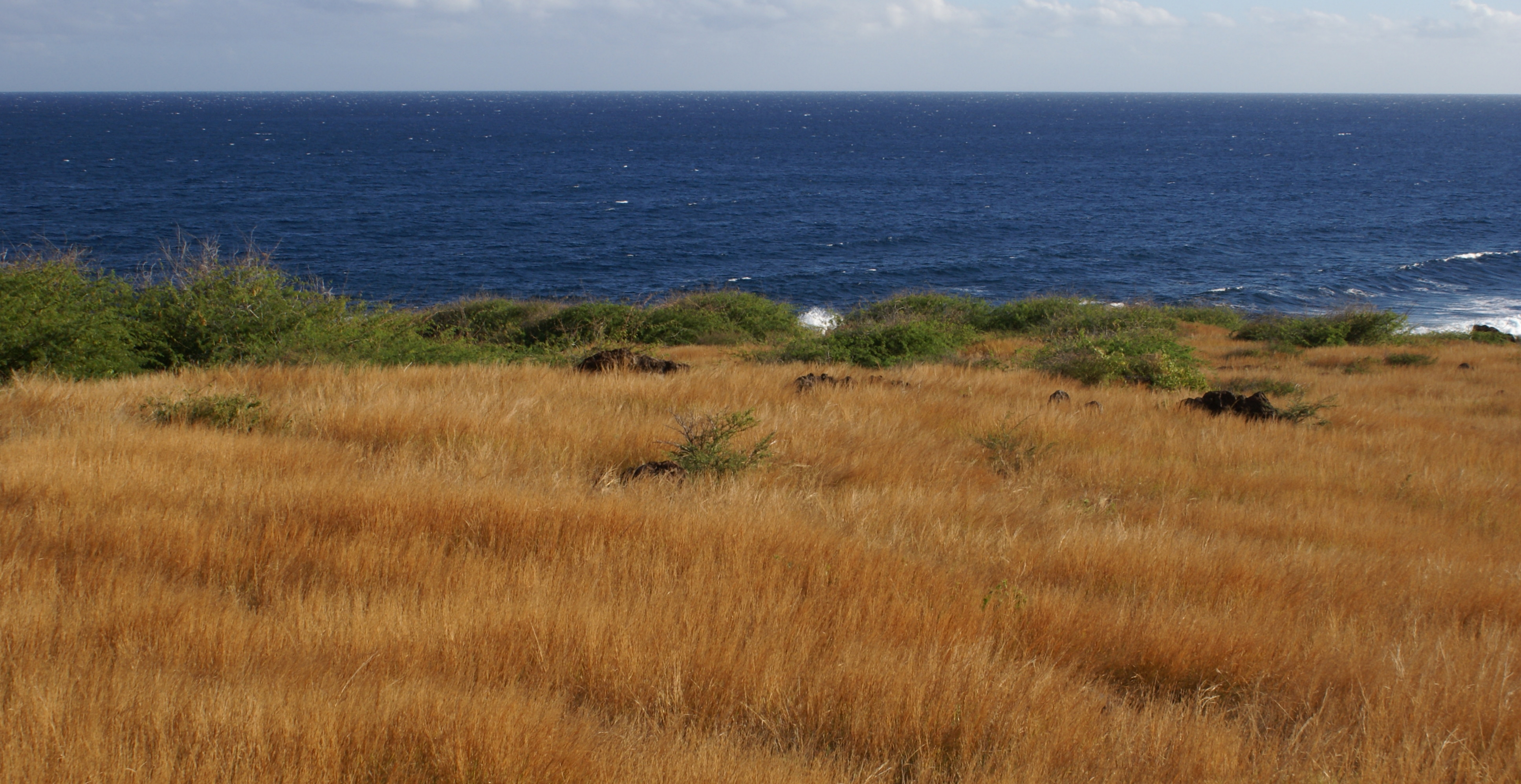
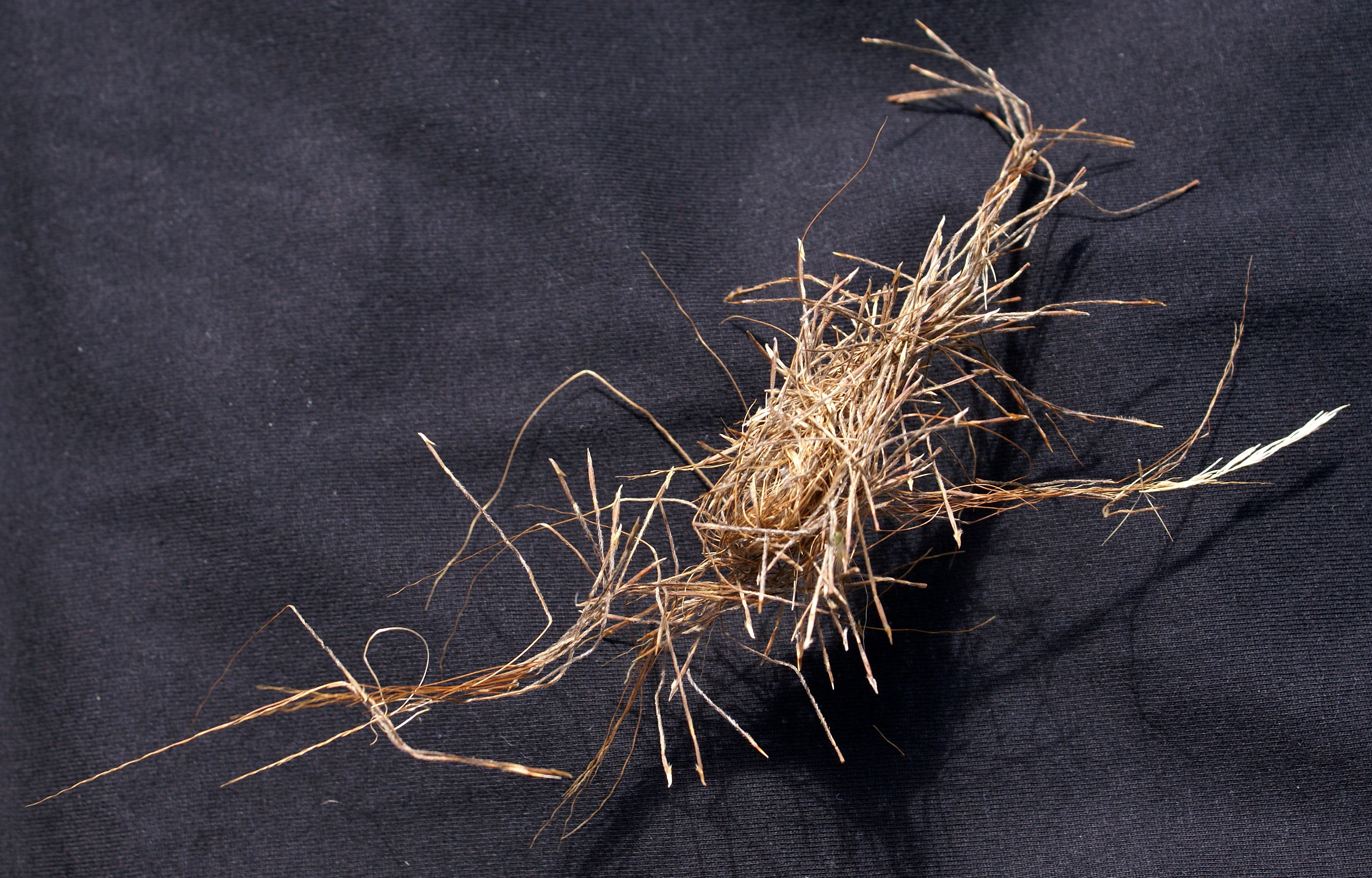